# Veronika Stepanova
Pour les articles homonymes, voir Stepanova.
Veronika Sergeyevna Stepanova (en russe : Вероника Сергеевна Степанова), née le 4 janvier 2001 est une fondeuse russe.

## Carrière
Elle prend part à des manches de la Coupe d'Europe de l'Est à partir de la saison 2017-2018. Après des résultats dans le top trente en Coupe de Scandinavie en début d'année 2019, elle court ses premiers championnats du monde junior à Lahti, finissant neuvième du cinq kilomètres, puis médaillée d'argent en relais.
Si lors des Championnats du monde junior 2020, son meilleur résultat individuel est encore neuvième, elle doit attendre fin 2020 pour un premier podium en Coupe d'Europe de l'Est, dans un sprint. 
En 2021, elle devient championne du monde junior sur le cinq kilomètres libre à Vuokatti, puis fait ses débuts en Coupe du monde sur l'étape à Engadine, où elle décroche ses premiers points pour le classement général (27e de la poursuite). À noter qu'elle a été incluse dans le groupe russe pour les Championnats du monde sénior à Oberstdorf, où elle ne démarre sur aucune course.  
En fin d'année 2021, elle remporte un premier relais en Coupe du monde à Lillehammer, en tant que finisseuse, en devançant au sprint Olsson et Fossesholm. Elle gagne en compagnie de Tatiana Sorina, Yulia Stupak et Natalia Nepryaeva. Lors de l'étape suivante, à Davos, elle réalise le dixième temps du dix kilomètres libre à Davos.

## Palmarès

### Jeux olympiques
| Épreuve / Édition | Sprint | Sprint                           | 10 km                            | 10 km     | Skiathlon 2 × 7,5 km | 30 km | Relais | Relais                         |
| Épreuve / Édition | libre  | classique                        | libre                            | classique | Skiathlon 2 × 7,5 km | 30 km | Sprint | 4 × 5 km                       |
| Pékin 2022        | 6e     | Épreuve inexistante à cette date | Épreuve inexistante à cette date | —         | —                    | —     | —      | Médaille d'or, Jeux olympiques |

Légende :
- : pas d'épreuve
- — : non disputée par Stepanova

### Coupe du monde
- Meilleur classement général : 117e en 2021.
- Meilleur résultat individuel : 10e.
- 1 podium par équipes : 1 victoire.

#### Classements détaillés
| Saison / Épreuve | Saison / Épreuve | Général | Général | Distance | Distance | Sprint | Sprint | Tour de ski depuis 2007 | Finales depuis 2008 | Nordic Opening depuis 2011 |
| ---------------- | ---------------- | ------- | ------- | -------- | -------- | ------ | ------ | ----------------------- | ------------------- | -------------------------- |
| Saison / Épreuve | Saison / Épreuve | Class.  | Points  | Class.   | Points   | Class. | Points | Tour de ski depuis 2007 | Finales depuis 2008 | Nordic Opening depuis 2011 |
| 2021             | 2021             | 117e    | 4       | 86e      | 4        | -      | -      | -                       | -                   | -                          |

### Championnats du monde junior
- Lahti 2019 :
  -  Médaille d'argent en relais.
- Vuokatti 2021 :
  -  Médaille d'or sur cinq kilomètres libre.
  -  Médaille d'argent en relais.

### Coupe d'Europe de l'Est
- 1 podium.